# Häferlgucker
Der Begriff Häferlgucker beschreibt in der österreichischen Umgangssprache einen neugierigen Menschen, der sich in der Küche über Zusammensetzung und Zubereitungsstand der Speisen informiert.

## Etymologie
Der Begriff stammt wahrscheinlich aus der zweiten Hälfte des 17. Jahrhunderts, als die Regierung den Import von Delikatessen beschränken und den Verzehr heimischer Nahrungsmittel fördern wollte. Diese merkantilistische Wirtschaftspolitik bedurfte entsprechender „Polizeyordnungen“, wodurch den Ordnungskräften das Recht eingeräumt wurde in Küchen und Kellern des Habsburger-Reiches Kontrollen durchzuführen und die Einhaltung der Vorschriften zu überprüfen.
Kaiser Leopold I. versuchte 1671 mit seinem "Luxuspatent", die Ausgaben für Schmuck, Kleider, aber auch Essen etwas einzuschränken. Er legte Maximalbeträge – je nach sozialer Klasse – für Festessen zu verschiedenen Anlässen fest. Die Überprüfung dieser Vorschrift oblag den sogenannten Häferlguckern.
Auch in der NS-Zeit kam es in ähnlicher Weise zu Küchenkontrollen. Häferlgucker mussten nunmehr die sogenannten „Eintopfsonntage“ kontrollieren. Deren Ersparnis war im Zuge von Sammlungen an das Winterhilfswerk abzuführen.

## Spätere Anwendungen des Begriffs
Von 1978 bis 1998 strahlte der ORF die Sendereihe Häferlgucker aus, ab 1985 mit dem Titel Häferlgucker unterwegs.